# 佩里哈星额蜂鸟
佩里哈星额蜂鸟（学名：Coeligena consita），也称佩里星额蜂鸟，是雨燕目蜂鸟科的一种鸟类。分布于佩里哈山脉，有时被视为金腹星额蜂鸟的亚种。